# Leucauge dorsotuberculata
Leucauge dorsotuberculata este o specie de păianjeni din genul Leucauge, familia Tetragnathidae, descrisă de Benoy Krishna Tikader în anul 1982. Conform Catalogue of Life specia Leucauge dorsotuberculata nu are subspecii cunoscute.